# Тунгала (станция)
Тунгала́ — станция Тындинского региона Дальневосточной железной дороги на Байкало-Амурской магистрали (2846 километр).
Находится у северной окраины посёлка Тунгала Зейского района Амурской области, в 2,5 км к югу от реки Тунгалы (левый приток реки Деп, бассейн Зеи).
Вокзал был спроектирован новосибирским архитектором Владимиром Авксентюком как один из двух вокзалов на участке БАМа в Бурятии, стилистически парных вокзалу в Северобайкальске. Архитектор в своей статье пишет, что пытался сохранить вечную мерзлоту под вокзалом, который был приподнят на сваях, а место под зданием предполагал использовать для ожидающих поезда пассажиров. Тем не менее вокзал просел, пришлось разобрать часть здания, а пространство под вокзалом заложить брусом.
По сведениям Российской газеты вокзал в Тунгале рухнул и был заменен зданием типового проекта.

## Дальнее следование по станции
| № поезда | Маршрут движения             | № поезда | Маршрут движения             |
| -------- | ---------------------------- | -------- | ---------------------------- |
| 363      | Комсомольск-на-Амуре — Тында | 364      | Тында — Комсомольск-на-Амуре |